# Kurt Van de Wouwer
Kurt Van de Wouwer (Herentals, 24 september 1971) is een Belgisch voormalig wielrenner, beroeps van 1993 tot 2006.

## Carrière
Kurt Van de Wouwer was een begenadigd klimmer. In dienst van de Belgische ploeg Lotto-Adecco wist Van de Wouwer tot drie keer toe bij de beste twintig renners te finishen in het algemeen klassement van de Ronde van Frankrijk. Van de Wouwer eindigde ternauwernood buiten de top tien in de editie van 1999, de eerste van zeven geschrapte Tourzeges van Lance Armstrong.
Na dopingschandalen omtrent zowat de voltallige top tien uit de Tour van 1999, suggereerde men dat Van de Wouwer de laatste Belgische Tourwinnaar zou zijn, echter heeft de UCI dit nooit officieel bevestigd. De laatste Belg die het presteerde de Tour te winnen, was Lucien Van Impe in 1976. Bovendien werd Fernando Escartín, in 1999 derde in het algemeen klassement, nooit betrapt op dopinggebruik.
Van de Wouwer reed in zijn periode bij Lotto, waarvoor hij vanaf 1993 uitkwam, voornamelijk in dienst van kopman Mario Aerts in de Ardense klassiekers.
Hij stond een seizoen onder contract bij Quick Step-Davitamon, maar kon geen potten breken. Van de Wouwer reed nog naar een 34e plek in de Waalse Pijl, maar nam verder niet deel aan de Ardense klassiekers. Van de Wouwer kon in tegenstelling tot voorgaande jaren geen klassement neerzetten in Grote Rondes. Hij verruilde de ploeg van Patrick Lefevere na één seizoen voor Mr.Bookmaker.com-Palmans, de pro-continentale formatie van ploegleider Hilaire Van der Schueren.
Na afloop van het seizoen 2006 beëindigde Van de Wouwer zijn carrière bij opvolger Unibet.com.
Sinds 2013 is hij sportdirecteur bij Lotto-Soudal. Tot op heden is hij ook nog steeds in functie bij de U23.
Naast zijn activiteiten als sportdirecteur is hij ook Provinciaal Coördinator Antwerpen van de Vlaamse Wielerschool.

## Belangrijkste overwinningen
1997
- Proloog Hofbrau Cup
- 3e etappe Hofbrau Cup
- Circuito Montañés

## Resultaten in voornaamste wedstrijden
| Jaar | Ronde van Italië | Ronde van Frankrijk | Ronde van Spanje |
| ---- | ---------------- | ------------------- | ---------------- |
| 1996 |                  |                     |                  |
| 1997 |                  |                     |                  |
| 1998 |                  | 16e                 |                  |
| 1999 |                  | 11e                 | 31e              |
| 2000 |                  | 17e                 |                  |
| 2001 |                  | opgave              |                  |
| 2002 | 26e              |                     |                  |
| 2003 |                  | 62e                 | 66e              |
| 2004 |                  |                     |                  |
| 2005 |                  |                     |                  |
| 2006 |                  |                     |                  |

| Jaar | Amstel Gold Race | Luik-Bast.‑Luik | Ronde van Lombardije | Waalse Pijl | Parijs-Tours | Rund um den Henninger-Turm |
| ---- | ---------------- | --------------- | -------------------- | ----------- | ------------ | -------------------------- |
| 1996 | 79e              |                 |                      |             | 139e         |                            |
| 1997 |                  | 104e            |                      | 75e         | 80e          |                            |
| 1998 | 60e              | 77e             |                      | 68e         | 109e         |                            |
| 1999 |                  | 56e             | 26e                  | 30e         |              |                            |
| 2000 | 71e              | 83e             | 46e                  | 54e         | 99e          |                            |
| 2001 |                  | 29e             |                      | 25e         |              | Brons                      |
| 2002 |                  |                 |                      | 67e         |              |                            |
| 2003 |                  |                 |                      | 34e         |              | 27e                        |
| 2004 |                  | 91e             |                      | 62e         |              |                            |
| 2005 |                  | 77e             |                      |             | 162e         |                            |
| 2006 |                  |                 |                      | 118e        |              |                            |